# A. V. Dicey
Albert Venn Dicey (4 de Fevereiro de 1835 – Oxford, 7 de Abril de 1922) foi um jurista britânico e teórico constitucional, que escreveu An Introduction to the Study of the Law of the Constitution em 1885, e foi o irmão mais novo de Edward Dicey. Os princípios que expunha são considerados parte da Constituição Britânica não codificada. Ele se graduou no Balliol College e se tornou um professor veneriano de direito inglês na Universidade de Oxford e um líder acadêmico constitucional de seu tempo. Dicey popularizou a frase "estado de direito", embora seu uso remonte ao século XVII.

## Biografia
Seu pai foi Thomas Edward Dicey, um senior wrangler (título recebido pela Universidade de Cambridge) em 1811 e proprietário da Northampton Mercury e diretor da Midland Railway.  Seu irmão foi Edward James Stephen Dicey.
Se tornou advogado em 1863 e foi indicado para a cadeira vineriana de direito na Oxford em 1882. Em seu primeiro grande trabalho, o seminal An Introduction to the Study of the Law of the Constitution, ele apontou os princípios da soberania parlamentar, pelo que se tornou mais conhecido. Em seu livro, ele definiu o termo "direito constitucional" como incluindo "todas as regras que direta ou indiretamente afetam a distribuição ou o exercício do poder soberano no Estado". Ele entendeu que o que os indivíduos livres britânicos gozavam era dependente da soberania do parlamento do Reino Unido, a imparcialidade das cortes livres da interferência governamental e a supremacia da common law.
Futuramente deixou Oxford e se tornou o primeiro professor de direito na nova London School of Economics. Lá, publicou em 1896 o seu livro Conflict of Laws.
A.V. Dicey foi também um dos primeiros a apoiar o uso de referendos no Reino Unido.

## Posição política
Dicey era do partido Liberal Unionist e um vigoroso oponente do Home Rule e publicou e falou contra isto extencivamente de 1886 até pouco antes de sua morte, defendendo que nenhuma concessão deveria ser feita para o nacionalismo irlandês em relação ao governo ou qualquer parte da Irlanda como um parte integral do Reino Unido.
Dicey foi também um veemente opositor do sufrágio feminino, da representação proporcional(embora reconhecesse que o sistema first-past-the-post não era perfeito), e da noção que cidadãos tinham o direito de ignorar leis injustas. Dicey viu a necessidade de estabelecer um sistema legal estável como mais importante do que as possíveis injustiças que poderiam ocorrer a partir de leis injustas. Em relação a isto, ele concedeu que havia circunstâncias nas quais era apropriado recorrer a uma rebelião armada, mas afirmou que tais ocasiões eram extremamente raras.

## Biografias
- Cosgrove, Richard A. The Rule of Law: Albert Venn Dicey, Victorian jurist. Londres: Macmillan, 1980.
- Ford, Trowbridge H. Albert Venn Dicey: The Man and His Times. Chichester: Rose, 1985.